# Harkstead
Harkstead – wieś w Anglii, w hrabstwie Suffolk, w dystrykcie Babergh. Leży 11 km na południe od miasta Ipswich i 104 km na północny wschód od Londynu. W 2005 miejscowość liczyła 280 mieszkańców.